# QuickC
Microsoft QuickC là một Môi trường phát triển tích hợp (IDE)  thương mại sản xuất bởi Microsoft cho ngôn ngữ lập trình C, được kế thừa bởi Visual C++.

## Lịch sử phiên bản
- QuickC 1.0, phát hành năm 1987
- QuickC 1.01
- QuickC 2.0
- QuickC 2.01
- QuickC 2.50
- QuickC 2.51, phát hành năm 1990
- QuickC for Windows 1.0